# از میان خاکسترهای امپراتوری
از میان خاکسترهای امپراتوری (رومانیایی: Prin cenușa imperiului) یک فیلم جنگی درام رومانیایی است که در سال ۱۹۷۶ منتشر شد. این فیلم بر پایهٔ رمان بازی مرگ اثرِ زاهاریا استانکو ساخته شد.

## بازیگران
- گئورگه دینیکا
- ارنست مافتی
- ایرینا پتروسکو
- تئودور پاکا
- نوکو پائونسکو
- فلورینا چرچل
- کورنلیو گاربئا
- کنستانتین رائوتسکی
- اِلنا آلبو